# 南平 (日野市)
南平（みなみだいら）は、東京都日野市の地名。現行行政地名は南平一丁目から南平九丁目。住居表示未実施。

## 地理
日野市南部に位置する。浅川南側の台地・丘陵地にあたり、北側の浅川河川敷沿いで東豊田・大字川辺堀之内・大字上田・万願寺、東で高幡、南東で三沢、南で程久保、南西で平山、西の浅川河川敷沿いで豊田と接する。
地名の由来
「平村」の由来はかつて地内を平資綱が所有したことによると言われる。江戸期の小名「こんどう谷戸」にあった古碑が平資綱墓と伝えられるが、この古碑については他にも平維盛墓等諸説ある。この平村が1878年（明治11年）の郡区町村編制法の施行によって神奈川県南多摩郡に再編入される際、同名の平村が現在の八王子市域（現在の八王子市平町）にあり、より南にあったために南平村とした。現在の「南平」の名はこの村名を由来とする。
地元住民は「なんぺー」と呼ぶことが多い

### 隣接地区
市内
下記テンプレートを参照

### 河川
- 一級河川
  - 浅川

- 用水路
  - 南平用水

### 地価
住宅地の地価は、2025年（令和7年）1月1日の公示地価によれば、南平2丁目51番2の地点で11万3000円/m2、南平5丁目18番29外の地点で18万6000円/m2、南平6丁目20番15の地点で21万5000円/m2となっている。

## 歴史
江戸時代には平村と呼ばれ多摩郡小宮領または日野領に属し江戸期初めは天領、後には旗本松平氏の知行だった。『武蔵田園簿』によれば村高は田135石・畑56石余の計191石余、「元禄郷帳」では278石余、「天保郷帳」では345石余とされる。名主は井手家の代々世襲だった。この井手家は戦国期には駿河今川氏に仕えていたとされる。平村は明治5年（1872年）に 神奈川県南多摩郡に編入、1873年（明治6年）に区番組制の施行により第八区第七番組に編入、1876年（明治9年）大区小区制の施行により第九大区第五小区に編入されたが、1878年（明治11年）の郡区町村編制法施行により大区小区が廃止され神奈川県南多摩郡に再度属した際に、同名の「平村」が郡内（現在の八王子市平町）にあったため南平村と村名が変更された。この南平村は1884年（明治17年）8ヶ村連合で戸長役場を設置したが、1889年（明治22年）の町村制施行により廃止され、神奈川県南多摩郡七生村の大字となった。1893年（明治26年）には南多摩郡が東京府へ編入され、東京府南多摩郡七生村の大字となり、1943年の東京都制の施行により東京都南多摩郡七生村の大字、1958年（昭和33年）の七生村の日野町との合併により東京都南多摩郡日野町の大字となった。1963年（昭和38年）には日野町の市制施行により東京都日野市の大字となり、1975年（昭和50年）には地番町名整理の一環として一部を旭が丘一丁目から旭が丘六丁目の一部として分離し、残部をもって南平及び南平一丁目から南平九丁目としている。

### 沿革
- 江戸時代 - はじめ天領後に旗本松平氏の知行となる。
- 明治5年（1872年） - 平村が神奈川県南多摩郡に編入される。
- 1873年（明治6年） - 区番組制の施行により、平村が第八区第七番組に編入される。
- 1876年（明治9年） - 大区小区制の施行により、第九大区第五小区に編入される。
- 1878年（明治11年） - 郡区町村編制法により大区小区が廃止され神奈川県南多摩郡に再度属する。 この際に南平村と村名が変更される。
- 1884年（明治17年） - 8ヶ村連合で戸長役場を設置する。
- 1889年（明治22年） - 町村制施行により、神奈川県南多摩郡七生村の大字となる。
- 1893年（明治26年）4月1日 - 南多摩郡が東京府へ編入され、東京府南多摩郡七生村の大字となる。
- 1958年（昭和33年） - 七生村の日野町との合併により東京都南多摩郡日野町の大字となる。
- 1963年（昭和38年） - 日野町の市制施行により東京都日野市の大字となる。
- 1975年（昭和50年） - 一部を旭が丘一丁目から旭が丘六丁目の一部として分離し、残部をもって南平及び南平一丁目から南平九丁目とする。
- 2010年（平成22年）- 町名地番未整理の1564・1574番地を程久保の一部とともに新設された三沢五丁目の一部とする。

## 世帯数と人口
2025年（令和7年）8月1日現在（日野市発表）の世帯数と人口は以下の通りである。
| 丁目       | 世帯数    | 人口     |
| ---------- | --------- | -------- |
| 南平一丁目 | 1,137世帯 | 2,392人  |
| 南平二丁目 | 1,387世帯 | 2,869人  |
| 南平三丁目 | 674世帯   | 1,218人  |
| 南平四丁目 | 802世帯   | 1,619人  |
| 南平五丁目 | 1,422世帯 | 2,758人  |
| 南平六丁目 | 795世帯   | 1,641人  |
| 南平七丁目 | 631世帯   | 1,183人  |
| 南平八丁目 | 578世帯   | 1,029人  |
| 南平九丁目 | 646世帯   | 1,401人  |
| 計         | 8,072世帯 | 16,110人 |

### 人口の変遷
国勢調査による人口の推移。
| 年                 | 人口   |
| ------------------ | ------ |
| 1995年（平成7年）  | 16,421 |
| 2000年（平成12年） | 17,519 |
| 2005年（平成17年） | 17,189 |
| 2010年（平成22年） | 17,074 |
| 2015年（平成27年） | 16,847 |
| 2020年（令和2年）  | 16,740 |

### 世帯数の変遷
国勢調査による世帯数の推移。
| 年                 | 世帯数 |
| ------------------ | ------ |
| 1995年（平成7年）  | 6,249  |
| 2000年（平成12年） | 6,963  |
| 2005年（平成17年） | 7,050  |
| 2010年（平成22年） | 7,406  |
| 2015年（平成27年） | 7,508  |
| 2020年（令和2年）  | 7,905  |

## 学区
市立小・中学校に通う場合、学区は以下の通りとなる（2023年10月時点）。
| 丁目       | 番地       | 小学校             | 中学校             |
| ---------- | ---------- | ------------------ | ------------------ |
| 南平一丁目 | 全域       | 日野市立南平小学校 | 日野市立七生中学校 |
| 南平二丁目 | 全域       | 日野市立南平小学校 | 日野市立七生中学校 |
| 南平三丁目 | 全域       | 日野市立南平小学校 | 日野市立七生中学校 |
| 南平四丁目 | 全域       | 日野市立南平小学校 | 日野市立七生中学校 |
| 南平五丁目 | 全域       | 日野市立南平小学校 | 日野市立七生中学校 |
| 南平六丁目 | 1〜21番地  | 日野市立南平小学校 | 日野市立七生中学校 |
| 南平六丁目 | 22〜28番地 | 日野市立平山小学校 | 日野市立七生中学校 |
| 南平七丁目 | 全域       | 日野市立平山小学校 | 日野市立七生中学校 |
| 南平八丁目 | 全域       | 日野市立平山小学校 | 日野市立七生中学校 |
| 南平九丁目 | 全域       | 日野市立平山小学校 | 日野市立七生中学校 |

## 交通

### 鉄道
- 京王電鉄
  - 京王線：南平駅

### バス
- 京王電鉄バス
  - 桜ヶ丘営業所の3系統：南平バス停

※ バス停名は「南平」だが、京王線の南平駅とは大きく離れた所にある。
- 日野市ミニバス
  - 南平路線
  - 平山循環路線

### 道路
- 東京都道41号稲城日野線(川崎街道)
- 東京都道173号上館日野線（北野街道）
- 東京都道155号町田平山八王子線（町域南辺を通る）

## 事業所
2021年（令和3年）現在の経済センサス調査による事業所数と従業員数は以下の通りである。
| 丁目       | 事業所数  | 従業員数 |
| ---------- | --------- | -------- |
| 南平一丁目 | 22事業所  | 120人    |
| 南平二丁目 | 43事業所  | 154人    |
| 南平三丁目 | 29事業所  | 215人    |
| 南平四丁目 | 53事業所  | 356人    |
| 南平五丁目 | 31事業所  | 122人    |
| 南平六丁目 | 30事業所  | 197人    |
| 南平七丁目 | 83事業所  | 558人    |
| 南平八丁目 | 25事業所  | 170人    |
| 南平九丁目 | 26事業所  | 116人    |
| 計         | 342事業所 | 2,008人  |

### 事業者数の変遷
経済センサスによる事業所数の推移。
| 年                 | 事業者数 |
| ------------------ | -------- |
| 2016年（平成28年） | 356      |
| 2021年（令和3年）  | 342      |

### 従業員数の変遷
経済センサスによる従業員数の推移。
| 年                 | 従業員数 |
| ------------------ | -------- |
| 2016年（平成28年） | 1,945    |
| 2021年（令和3年）  | 2,008    |

## 施設

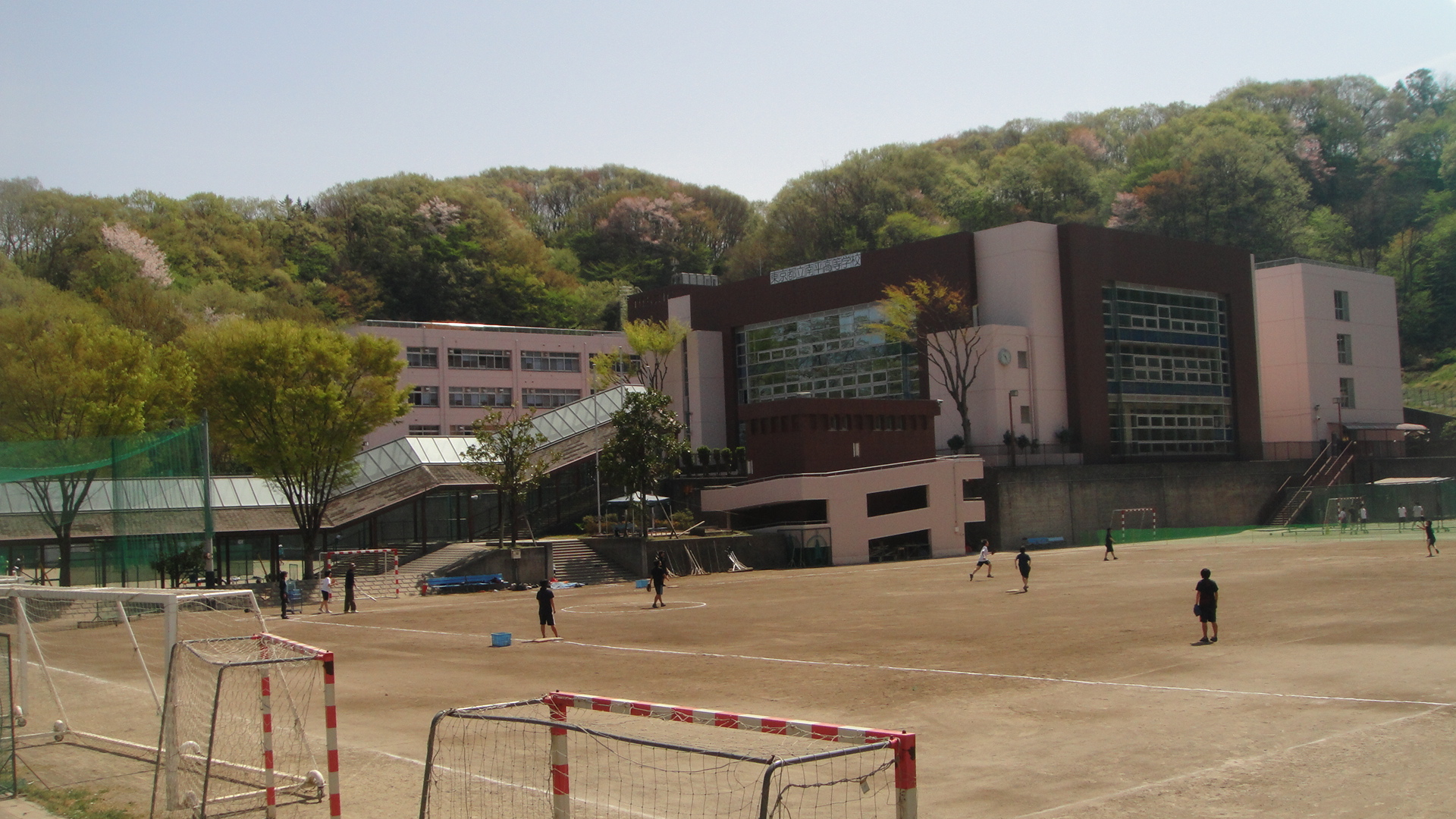
東京都立南平高等学校

### 教育
- 幼稚園・保育園
  - つくしんぼ幼稚園

- 小学校・中学校
  - 日野市立南平小学校
  - 日野市立七生中学校

- 高等学校
  - 東京都立南平高等学校

### 商業
- スーパーマーケットなど
  - スーパーアルプス南平店
  - サンドラッグ南平店
  - クリエイトSD南平店
  - ヤオコー南平店

### 諸施設
- 日野南平郵便局
- 環境省水鳥救護研修センター
- 南平体育館
- 市営向川原団地
- NTT東日本高幡電話交換局 - 旧・日本電信電話公社高幡電話交換所[5]。

- 公園
  - 南平丘陵公園
  - 都立七生公園

- 宗教施設
  - 南平浄苑
  - 壽徳寺 - 真言宗智山派の仏教寺院[5]。
  - 八坂神社

- 地区センター
  - 南平南部地区センター
  - 見晴らし台地区センター
  - みなみヶ丘地区センター
  - 鹿島台地区センター
  - 新川辺地区センター
  - 田中地区センター

## その他

### 日本郵便
- 郵便番号 : 191-0041[3]（集配局 : 日野郵便局[17]）。